# Boskoop
Boskoop este o comună și o localitate în provincia Olanda de Sud, Țările de Jos.